# Premi Daesan
Els premis literaris Daesan (en coreà: 대산문학상) són un dels premis literaris més prestigiosos de Corea del Sud. Els premis s'atorguen anualment a obres seleccionades de poesia, ficció, drama, crítica literària i traducció. A partir del 2016, cada premi inclou un premi monetari de 50 milions de won. Les obres guardonades sovint es tradueixen posteriorment del coreà a altres idiomes i es publiquen a l'estranger.

## Guanyadors
| Any  | Category  | Guanyador                                    | Obra (títol en anglès)                                                        |
| ---- | --------- | -------------------------------------------- | ----------------------------------------------------------------------------- |
| 1993 | Poesia    | Ko Un                                        | Songs for Tomorrow                                                            |
| 1993 | Ficció    | Yi Seungu                                    | The Other Side of Life                                                        |
| 1993 | Drama     | O Taeseok                                    | Why Did Shimch'ong Throw Herself Into the Indangsu Twice?                     |
| 1993 | Assaig    | Baek Nakcheong                               | Viewpoint of Modern Literature                                                |
| 1993 | Traducció | Peter H. Lee                                 | Pine River and Lone Peak (English Traducció)                                  |
| 1994 | Poesia    | Lee Hyeonggi                                 | Undying City                                                                  |
| 1994 | Ficció    | Yi Cheong-jun                                | White Clothes                                                                 |
| 1994 | Drama     | —                                            | —                                                                             |
| 1994 | Assaig    | Kim Uchang                                   | A Jewel of a Poet                                                             |
| 1994 | Traducció | Choe Yun & Patrick Maurus                    | La Place by Choi In-hoon (French Traducció)                                   |
| 1995 | Poesia    | Hwang Donggyu                                | Strong Wind at Misiryong                                                      |
| 1995 | Ficció    | Choe Inseok                                  | My Soul's Well                                                                |
| 1995 | Drama     | Yi Yun-taek                                  | Yeonsan, A Problematic Person                                                 |
| 1995 | Assaig    | Yu Chong-Ho                                  | The Delights of Literature                                                    |
| 1995 | Traducció | Chung Chong-Hwa & Brother Anthony            | The Poet by Yi Munyeol (English Traducció)                                    |
| 1996 | Poesia    | Chong Hyon-jong                              | The Trees of the World                                                        |
| 1996 | Ficció    | Yi Hocheol                                   | Southerners and Northerners                                                   |
| 1996 | Drama     | Lee Kang-baek                                | Diary of a Journey to Yongwo                                                  |
| 1996 | Assaig    | —                                            | —                                                                             |
| 1996 | Traducció | Kim Mi-Hye & Silvia Bräsel                   | Windbestattun by Hwang Donggyu (German Traducció)                             |
| 1997 | Poesia    | Kim Chunsu                                   | Possession, Dostoevsky                                                        |
| 1997 | Ficció    | Park Wanseo                                  | Was That Mountain Really There?                                               |
| 1997 | Drama     | —                                            | —                                                                             |
| 1997 | Assaig    | Kim Byung-Ik                                 | New Writing and Truth of Literature                                           |
| 1997 | Traducció | —                                            | —                                                                             |
| 1998 | Poesia    | Shin Kyeong-nim                              | Mother's and Grandmother's Silhouette                                         |
| 1998 | Ficció    | Kim Joo-young                                | The Skate                                                                     |
| 1998 | Drama     | Lee Man-Hee                                  | Turn Around and Leave                                                         |
| 1998 | Assaig    | Cho Nam-Hyon                                 | Literary Discourse in the 1990s                                               |
| 1998 | Traducció | —                                            | —                                                                             |
| 1999 | Poesia    | Hwang Ji-u                                   | One Day I Will Sit in a Dimly-Lit Bar                                         |
| 1999 | Ficció    | Seo Jeong-in                                 | A Man Who I Met in Venice                                                     |
| 1999 | Drama     | Noh Kyung-Sik                                | Wind of a Thousand Years                                                      |
| 1999 | Assaig    | Kim Jong-Chul                                | A Poesia Human and an Ecological Human                                        |
| 1999 | Traducció | Choi Mi-Kyung & Jean Noël Juttet             | Le Chant de la fidèle Chunhyang (French Traducció)                            |
| 2000 | Poesia    | Choi Seungho                                 | Grotesque                                                                     |
| 2000 | Ficció    | Lee Yun-gi                                   | Dumulmeori                                                                    |
| 2000 | Drama     | —                                            | —                                                                             |
| 2000 | Assaig    | Oh Saeng-Keun                                | The House Being Constructed with Nostalgia                                    |
| 2000 | Traducció | Ko Kwang-Dan & Jean Noël Juttet              | L'Envers de la vie (French Traducció)                                         |
| 2001 | Poesia    | Lee Sungboo                                  | Mt. Chiri                                                                     |
| 2001 | Ficció    | Hwang Sok-yong                               | The Guest                                                                     |
| 2001 | Drama     | Lee Gun-Sam                                  | Magnificent Escape                                                            |
| 2001 | Assaig    | Choi Won-Shik                                | The Return of Literature                                                      |
| 2001 | Traducció | Lee In-Sook, Kim Kyung-Hee, & Maryse Bourdin | Talgung by Su Jung-In (French Traducció)                                      |
| 2002 | Poesia    | Kim Chi-ha                                   | Flowering                                                                     |
| 2002 | Ficció    | Kim Wonu                                     | Nostalgia Essay of a Wayfarer                                                 |
| 2002 | Drama     | Kim Myung-Hwa                                | The First Birthday                                                            |
| 2002 | Assaig    | Kim Yun-Shik                                 | Dialogue with Our Novel                                                       |
| 2002 | Traducció | Yu Young-Nan                                 | Everlasting Empire by Yi In-hwa (English Traducció)                           |
| 2003 | Poesia    | Kim Kwang-kyu                                | The Time We First Met                                                         |
| 2003 | Ficció    | Song Giwon                                   | The Scent of a Human                                                          |
| 2003 | Drama     | —                                            | —                                                                             |
| 2003 | Assaig    | —                                            | —                                                                             |
| 2003 | Traducció | Kim Edeltrud & Kim Sun-Hi                    | Vogël by O Jeonghui (German Traducció)                                        |
| 2004 | Poesia    | Lee Seong-bok                                | Ah, Mouthless Things                                                          |
| 2004 | Ficció    | Yun Heunggil                                 | Road to Soradan                                                               |
| 2004 | Drama     | Park Sang-Hyun                               | The Lady Living in Room 405 Is Very Nice                                      |
| 2004 | Assaig    | Hwang Gwang-Soo                              | Finding Road, Making Road                                                     |
| 2004 | Traducció | Park Hwang-Bae                               | A vista de cuervo y otros poemas by Yi Sang (Spanish Traducció)               |
| 2005 | Poesia    | Kim Myung-In                                 | Ripple                                                                        |
| 2005 | Ficció    | Kim Yeonsu                                   | I'm a Ghost Writer                                                            |
| 2005 | Drama     | —                                            | —                                                                             |
| 2005 | Assaig    | Jeong Gwa-Ri                                 | Desire of That Which We Call Literature                                       |
| 2005 | Traducció | Francisca Cho                                | Everything Yearned For by Han Yong-un (English Traducció)                     |
| 2006 | Poesia    | Kim Sa-in                                    | Quietly Liking                                                                |
| 2006 | Ficció    | Kim Insuk                                    | That Woman's Autobiography                                                    |
| 2006 | Drama     | Park Keun-hyeong                             | Kyeong-suk, Kyeong-suk's Father                                               |
| 2006 | Assaig    | Choi Dong-ho                                 | Poetic Magic in a Muddy Heaven                                                |
| 2006 | Traducció | Jeong Eun-jin & Jacques Batilliot            | Le vieux jardin by Hwang Sok-yong (French Traducció)                          |
| 2007 | Poesia    | Nam Jin-woo                                  | A Lion at 3:00 AM                                                             |
| 2007 | Ficció    | Kim Hoon                                     | Namhansanseong                                                                |
| 2007 | Drama     | Bae Sam-Sik                                  | A Record of Yeolha                                                            |
| 2007 | Assaig    | Kim Yeong-Chan                               | Ghosts in the Theatre of Assaig                                               |
| 2007 | Traducció | Kang Seung-Hee, Oh Dong-Sik, & Torsten Zaiak | Die Geschichte des Herrn Han by Hwang Sok-yong (German Traducció)             |
| 2008 | Poesia    | Kim Hyesoon                                  | Your First                                                                    |
| 2008 | Ficció    | Gu Hyo-seo                                   | Nagasaki Papa                                                                 |
| 2008 | Drama     | Jung Bokgeun                                 | A Package                                                                     |
| 2008 | Assaig    | Kim Inhwan                                   | A Crisis of Meaning                                                           |
| 2008 | Traducció | —                                            | —                                                                             |
| 2009 | Poesia    | Song Chanho                                  | The Evening the Cat Returned                                                  |
| 2009 | Ficció    | Park Bum-shin                                | Gosanja                                                                       |
| 2009 | Drama     | —                                            | —                                                                             |
| 2009 | Assaig    | Lee Kwangho                                  | Anonymous Love                                                                |
| 2009 | Traducció | Bruce Fulton, Ju-Chan Fulton, & Gicheong Gim | There a Petal Silently Falls by Choe Yun (English Traducció)                  |
| 2010 | Poesia    | Choe Seungja                                 | Lonely and Faraway                                                            |
| 2010 | Ficció    | Park Hyoung-su                               | Nana at Dawn                                                                  |
| 2010 | Drama     | Choe Jina                                    | Chasuk's Home, 1 Dong 28                                                      |
| 2010 | Assaig    | Kim Chi-su                                   | Wounds and Cures                                                              |
| 2010 | Traducció | Choe Ae-young & Jean Bellemin-Noell          | Interdit de folie (French Traducció)                                          |
| 2011 | Poesia    | Dalja Shinwon                                | Papers                                                                        |
| 2011 | Ficció    | Im Cheolu                                    | Farewell Valley                                                               |
| 2011 | Drama     | Choi Chieon                                  | Play of Insanity                                                              |
| 2011 | Assaig    | Yeom Moo-woong                               | Literature and Reality of the Era                                             |
| 2011 | Traducció | Heidi Kang & Sohyun Ahn                      | Schwertgesang by Hoon Kim (German Traducció)                                  |
| 2012 | Poesia    | Paek Musan                                   | All Edges                                                                     |
| 2012 | Ficció    | Jung Young-moon                              | The World of a Certain Title of Nobility                                      |
| 2012 | Drama     | —                                            | —                                                                             |
| 2012 | Assaig    | Hwang Hyonsan                                | Well-Explained Misfortune                                                     |
| 2012 | Traducció | Ko Hyeson & Francisco Karansa                | Los arobles en la cuesta (Spanish Traducció)                                  |
| 2013 | Poesia    | Jin Eun-young                                | A Stealing Song                                                               |
| 2013 | Ficció    | Kim Sum                                      | Women and Their Evolving Enemies                                              |
| 2013 | Drama     | Koh Yeon-ok                                  | Father in a Scabbard                                                          |
| 2013 | Assaig    | —                                            | —                                                                             |
| 2013 | Traducció | Choi Yang-hee                                | Jehol Journal by Bak Jiwon (English Traducció)                                |
| 2021 | Poesia    | Kim Eon                                      | Dear Blank Paper                                                              |
| 2021 | Ficció    | Choi Eun-young                               | Bright Night                                                                  |
| 2021 | Drama     | Cha Geun-ho                                  | Man with a Typewriter                                                         |
| 2021 | Assaig    | —                                            | —                                                                             |
| 2021 | Traducció | Choi Don-mee                                 | Autobiography of Death by Kim Hye-soon (English Traducció, Poesia collection) |